# 马克·麦考伊
马克·安东尼·麦考伊（英語：Mark Anthony McKoy，1961年12月10日—），生于圭亚那乔治敦，加拿大跨栏运动员，获得1992年奥运会男子110米栏金牌。

## 外部連結
- 马克·麦考伊在的頁面
- Mark McKoy （页面存档备份，存于） at Sporting Heroes
- Newall, Liz. "You're in great company." Clemson World. Summer 2007. pp. 10–12.